# Лоссов, Отто фон
Отто Герман фон Ло́ссов (нем. Otto Hermann von Lossow; 15 января 1868, Хуф — 25 ноября 1938, Мюнхен) — немецкий офицер, генерал-лейтенант.

## Биография
Отто фон Лоссов — представитель дворянского рода, сын ландрата Оскара фон Лоссова. Обучался в баварском кадетском корпусе и в 1886 году в звании фенриха поступил на службу в гвардейский пехотный полк баварской армии. В 1888 году получил звание лейтенанта, в 1892 году был назначен адъютантом окружного командования в Розенхайме. В 1895—1898 годах Лоссов учился в военной академии, в 1899 году был командирован для прохождения службы в генеральном штабе, в 1900 году перешёл на должность адъютанта 2-й Восточноазиатской пехотной бригады и принимал участие в подавлении Ихэтуаньского восстания.
В 1901 году Лоссов вернулся в Баварию, в следующем году получил капитанское звание и до 1904 года служил при генеральном штабе 1-го армейского корпуса. Следующие два года Лоссов служил командиром роты в своём полку, а затем вернулся на службу в генеральный штаб. В звании майора в 1908 году Лоссов был направлен на службу в генеральном штабе в Берлине. С 1911 года подполковник Лоссов служил военным советником при генеральном штабе турецкой армии и принимал участие в Балканских войнах.
В Первую мировую войну Лоссов возглавил генеральный штаб 1-го резервного корпуса на Западном фронте, затем служил военным атташе в союзнической Османской империи, пытался посредничать в её конфликте с Закавказской демократической федеративной республикой. После войны Лоссов служил в рейхсвере и командовал пехотной школой в Мюнхене. В 1921 году Лоссов был назначен командующим 7-м военным округом. Поддерживал тесные связи с генеральным комиссаром Густавом фон Карром и открыто симпатизировал Гитлеру и НСДАП.
Имперское правительство Веймарской республики поручило Лоссову закрыть запрещённую им газету Völkischer Beobachter, но Лоссов не выполнил приказ, за что Ханс фон Сект предложил ему подать в отставку. Лоссов отказался уйти в отставку добровольно, и 19 октября 1923 года лишился всех должностей по решению Фридриха Эберта и Секта.
В ходе Пивного путча 8 ноября 1923 года Лоссов был задержан Гитлером в «Бюргербройкеллере» вместе с Густавом фон Каром и начальником баварской полиции Гансом фон Зейсером.
После выхода на пенсию в 1924 году, Лоссов на некоторое время уехал в Турцию, а затем вернулся в Мюнхен, где и умер 25 ноября 1938 года.